# Lyman
Pour les articles ayant des titres homophones, voir Liman.
Pour les articles homonymes, voir Lyman (homonymie).
Lyman (ukrainien : Лиман, russe : Лиман, Liman) est une ville située à l'extrême nord de l'oblast de Donetsk, en Ukraine orientale.
Sa population s'élevait à 3634 en 2025

## Géographie
Lyman se trouve à 22,5 km au nord-est de Sloviansk, à 35 km au nord-est de Kramatorsk, à 47 km à l'ouest de Sievierodonetsk, à 106 km au nord de Donetsk et à 551 km à l'est-sud-est de Kiev.
Elle se trouve au sud-est de Kiev, à 674 km par l’autoroute et à 650 km par le chemin de fer.
Elle se trouve également au nord de la rivière Donets, à 8 km au nord-est.

## Histoire
Lyman, nommée Krasny Lyman (Lyman-la-Rouge) de 1925 à 2015, est fondée au milieu du XVIIe siècle, officiellement en 1667, année qui figure sur les armoiries de la ville.
La « sloboda » Lyman, plus tard village de Lyman, fait partie de l'« ouïezd » d'Izioum du gouvernement de Kharkov.
En 1911, une ligne de chemin de fer dessert le village et un dépôt de chemin de fer est implanté à la gare de Choukhtanovo, nommée ainsi en l'honneur de l'ingénieur Choukhtanov. En 1923, la gare de Lyman est renommée Krasny Lyman à la suite d'une demande des anciens combattants de la première armée d'Ukraine auprès des autorités de la république socialiste soviétique d'Ukraine.
Lors de la réforme administrative de 1938, la gare et le village de Lyman fusionnent, donnant naissance à la ville de Krasny Lyman.
Elle est occupée par l'armée allemande du 8 juillet 1942 au 31 janvier 1943 et libérée par l'Armée rouge au cours de l'opération Vorochilovgrad.
Dans les années 1950, plusieurs usines sont construites pour la production de briques pour le bâtiment, de produits alimentaires, d'antibiotiques, etc.

### XXIesiècle
Du 12 avril au 5 juillet 2014, la ville est sous l'autorité des forces séparatistes de la république populaire de Donetsk. Elle repasse sous le contrôle de l’armée ukrainienne ensuite.
À partir du 23 mai 2022, dans le cadre de l’invasion de l’Ukraine par la Russie, Lyman est le théâtre d'affrontements entre les forces gouvernementales ukrainiennes d’une part et les forces séparatistes de la république populaire de Donetsk appuyées par les forces russes d’autre part. La ville est prise par les forces séparatistes après trois jours de combat, le 27 mai 2022.
Le 10 septembre, dans le cadre de la contre-offensive de fin d'été, les troupes ukrainiennes pénètrent en direction du centre-ville, c'est la seconde bataille de Lyman. Le maire de la ville confirme que des combats sont en cours, et affirme qu'aucun drapeau ukrainien n'a pour le moment été hissé. 
Le 13 septembre, les combats se poursuivent autour de la ville. Durant quinze jours, l'étau se resserre sur les forces séparatistes appuyées par des unités russes. Celles-ci annoncent évacuer la ville dans l'après-midi du 1er octobre tandis que les troupes ukrainiennes en prennent possession. La reprise de cette ville stratégique située dans la région de Donetsk annexée peu auparavant par la Russie est présentée comme un « camouflet » pour le président russe.

## Population
La population de Lyman a connu une forte diminution au cours des années qui ont suivi la dislocation de l'Union soviétique. 
Recensements (*) ou estimations de la population :
| 1926* | 1939*  | 1959*  | 1970*  | 1979*  | 1989*  | 2001*  |
| ----- | ------ | ------ | ------ | ------ | ------ | ------ |
| 3 402 | 25 201 | 28 911 | 30 383 | 31 755 | 31 192 | 28 172 |

| 2009   | 2010   | 2011   | 2012   | 2013   | 2014   | 2015   |
| ------ | ------ | ------ | ------ | ------ | ------ | ------ |
| 23 245 | 22 697 | 22 969 | 22 730 | 22 509 | 22 409 | 22 315 |

| 2016   | 2017   | 2018   | 2019   | 2020   | 2021   | 2022   |
| ------ | ------ | ------ | ------ | ------ | ------ | ------ |
| 22 025 | 21 691 | 21 313 | 21 007 | 20 768 | 20 469 | 20 066 |

## Économie
Lyman accueille le siège de l’entreprise ferroviaire « Réseau ferré de Donetsk », dont le siège se trouvait auparavant à Donetsk.

## Culture

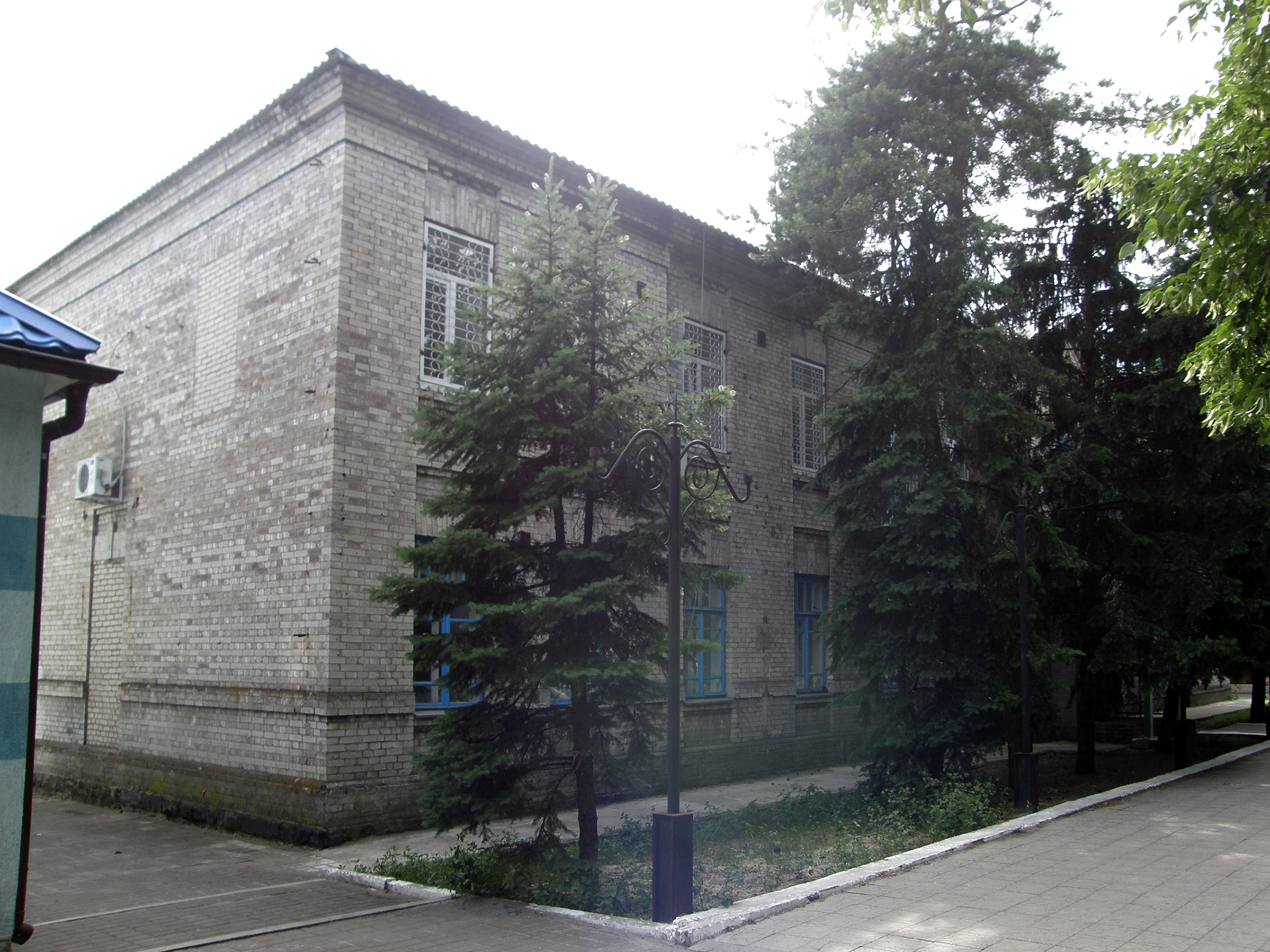
Maison du premier comité révolutionnaire, monument classé[7].
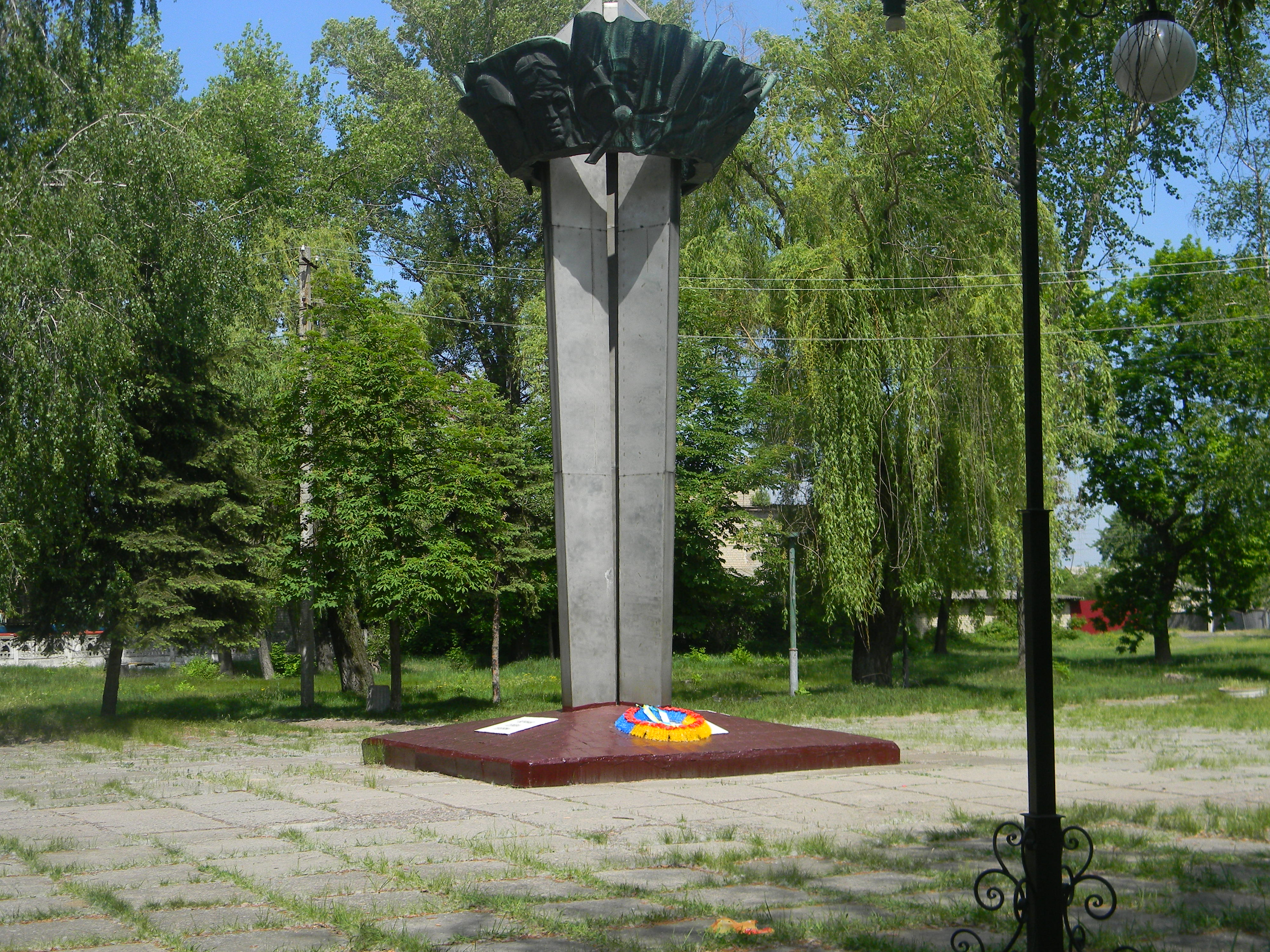
Buste de Leonid Kyzym, monument classé[8].
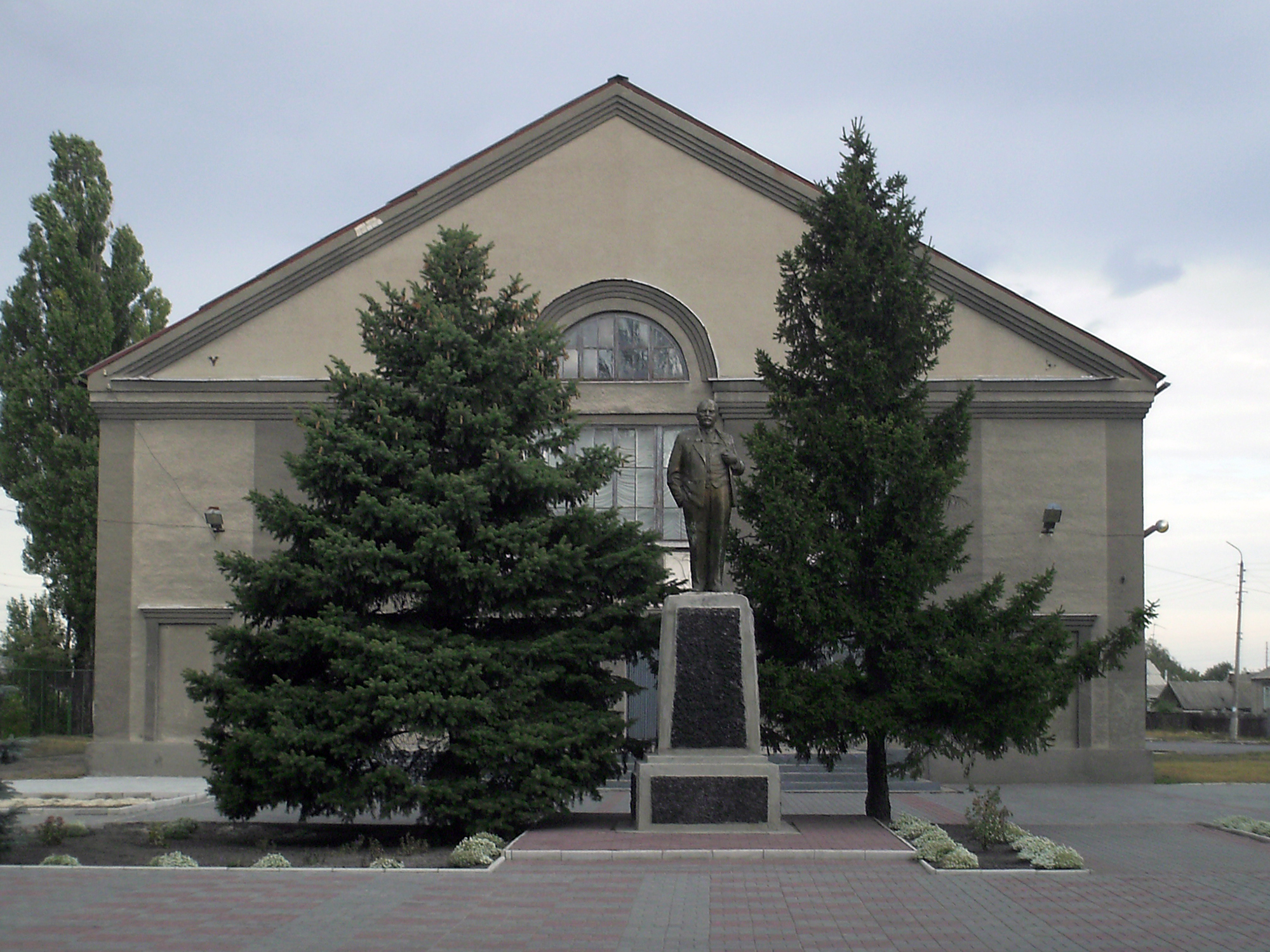
Monument en hommage à Lénine, classé[9].